# Alex Bourret
Alex Bourret (* 5. října 1986, Drummondville) je bývalý kanadský hokejový útočník. Většinu kariéry odehrál v klubech LNAH. Ačkoliv byl v roce 2005 draftován v prvním kole jako šestnáctý klubem Atlanta Thrashers, nikdy se do NHL neprosadil. V nižší severoamerické soutěži AHL hrál za Chicago Wolves, Hartford, San Antonio a Worcester Sharks. Mezi jeho další působiště patří Sherbrooke, Shawinigan, Kometa Brno, Las Vegas Wranglers, High1 a Ontario Reign.

## Hráčská kariéra
- 2002–03 Sherbrooke Beavers (QMJHL)
- 2003–04 Lewiston MAINEiacs (QMJHL)
- 2004–05 Lewiston MAINEiacs (QMJHL)
- 2005–06 Shawinigan Cataractes (QMJHL)
- 2006–07 Chicago Wolves (AHL)
- 2007–08 Hartford Wolf Pack (AHL)
- 2008–09 San Antonio Rampage (AHL)
- 2009–10 HC Kometa Brno (O2 Extraliga), Las Vegas Wranglers (ECHL)
- 2010–11 High1 (AsHL), Ontario Reign (ECHL)